# Olympische Jugend-Sommerspiele 2014/Teilnehmer (Kroatien)
| Gelbes Symbol für Goldmedaillen mit stilisierten Olympischen Ringen | Graues Symbol für Silbermedaillen mit stilisierten Olympischen Ringen | Braundes Symbol für Bronzemedaillen mit stilisierten Olympischen Ringen |
| ------------------------------------------------------------------- | --------------------------------------------------------------------- | ----------------------------------------------------------------------- |
| 3                                                                   | 1                                                                     | 1                                                                       |

Die Jugend-Olympiamannschaft aus Kroatien für die II. Olympischen Jugend-Sommerspiele vom 16. bis 28. August 2014 in Nanjing (Volksrepublik China) bestand aus 24 Athleten.

## Athleten nach Sportarten

### Badminton
Mädchen
- Maja Pavlinić
Einzel: 17. Platz
Mixed: 9. Platz (mit Muhammed Ali Kurt  Türkei)

### Boxen
Jungen
- Luka Prtenjača
Weltergewicht: 5. Platz
- Luka Plantić
Mittelgewicht: Bronze
- Toni Filipi
Schwergewicht: Silber

### Fechten
Jungen
- Petar Fileš
Florett Einzel: 8. Platz
Mixed: 6. Platz (im Team Europa 4)

### Judo
| Mädchen - Brigita Matić Klasse bis 78 kg: Gold Mixed: Bronze (im Team Douillet) | Jungen - Lovro Kovač Klasse bis 81 kg: 13. Platz Mixed: 5. Platz (im Team Ruska) |

### Leichtathletik
Mädchen
- Eva Mustafić
Hammerwurf: kein gültiger Versuch
8 × 100 m Mixed: 44. Platz

### Rudern
| Mädchen - Marina Kaić Einer: 12. Platz | Jungen - Ivo Bonacin - Bernard Samardžić Zweier: 5. Platz |

### Schießen
| Mädchen - Ivana Babić Luftgewehr 10 m: 5. Platz Mixed: 8. Platz (mit Sybrand Laurens Südafrika) | Jungen - Borna Petanjek Luftgewehr 10 m: 9. Platz Mixed: 11. Platz (mit Jekaterina Parschukowa Russland) |

### Schwimmen
| Mädchen - Ema Šarar 50 m Freistil: 26. Platz - Ema Šarar 50 m Rücken: 18. Platz | Jungen - Sven Arnar Saemundsson 400 m Freistil: 18. Platz 800 m Freistil: 8. Platz 200 m Lagen: 18. Platz - Nikola Obrovac 50 m Brust: Gold 100 m Brust: 5. Platz |

### Segeln
| Mädchen - Karla Šavar Byte CII: 23. Platz | Jungen - Pavle Živanović Byte CII: 7. Platz |

### Taekwondo
Mädchen
- Ivana Babić
Klasse bis 55 kg: Gold
- Matea Jelić
Klasse bis 63 kg: 5. Platz

### Tennis
Jungen
- Nino Serdarušić
Einzel: 1. Runde
Doppel: 1. Runde (mit Petros Chrysochos  Zypern)
Mixed: 1. Runde (mit Akvilė Paražinskaitė  Litauen)

### Tischtennis
| Mädchen - Lea Rakovac Einzel: Viertelfinale Mixed: Viertelfinale | Jungen - Tomislav Pucar Einzel: 9. Platz Mixed: Viertelfinale |

### Turnen
Jungen
- Jakov Vlahek
Einzelmehrkampf: 21. Platz
Seitpferd: 5. Platz